# Kojatice
Kojatice este o comună slovacă, aflată în districtul Prešov din regiunea Prešov. Localitatea se află la altitudinea de 340 m deasupra n.m., se întinde pe o suprafață de 10,69 km2 și în 2017 număra 1.126 de locuitori.

## Istoric
Localitatea Kojatice este atestată documentar din 1248.

## Demografie
| An:                | 1994 | 2004    | 2014   | 2024   |
| ------------------ | ---- | ------- | ------ | ------ |
| Număr de persoane: | 926  | 1021    | 1078   | 1158   |
| Diferență:         |      | +10,25% | +5,58% | +7,42% |

| An:                | 2023 | 2024   |
| ------------------ | ---- | ------ |
| Număr de persoane: | 1177 | 1158   |
| Diferență:         |      | −1,61% |